# YAMATO☆Dancing
「YAMATO☆Dancing」（ヤマト・ダンシング）は、日本の男性グループ・BOYS AND MENの楽曲。シングルは2016年8月24日にVirgin Musicからリリースされた。BOYS AND MENの17作目のシングルで、メジャーとしては4作目、Virgin Musicとの専属契約後の最初のシングルである。

## 背景
キングレコードからリリースされた「Wanna be!」から約7か月ぶりで、メンバーの脱退により11人組から10人組となってから最初のシングルCDリリースである。この間、5月に配信限定シングル「サンバdeバケーション」、6月に所属事務所であるフォーチュンエンターテイメントのタレントによる企画「フォーチュンオールスターズ」としてのシングル「Power Of Dream」のリリースを挟んでいる。
2016年6月9日、BOYS AND MENはユニバーサルミュージックのレーベルVirgin Musicとの専属契約が決定したことを発表。ユニバーサルミュージックは、メジャー第2弾シングル「BOYMEN NINJA」の販売元として携わったことがある。それと同じタイミングで、BOYS AND MENが本人役を演じる映画『BOYS AND MEN 〜One For All, All For One〜』の公開と、「YAMATO☆Dancing」がその主題歌に、カップリングに収録された「One For All, All For One 〜夢は叶えるもの〜」が劇中歌に使用されることが発表された。
ユニバーサルミュージックは、この曲が「BOYS AND MENの新たなテーマソング」であるとアピールしている。BOYS AND MENはヤンキー風な学ラン姿をトレードマークとしているが、歌手活動においてはCDリリースごとにその楽曲に合わせた様々な衣装を用いており、シングルのジャケット写真（表題曲パフォーマンス時の衣装）が学ラン姿であることは少なかった。この曲では「原点回帰」として、CDジャケット、ミュージック・ビデオ、ライブ・パフォーマンスの全てにおいて、この曲のために新調された和学ランを用いている。
このシングルはセールスにおいて大きな成果を上げ、BOYS AND MENは後述のようにこの曲で全国区の音楽番組や著名な音楽イベントに出演する機会を得た。2016年末に第58回日本レコード大賞において新人賞を受賞し、12月30日の授賞式でこの「YAMATO☆Dancing」を披露した。

## リリース形態、アートワーク
CDシングルは、初回限定盤・通常盤・初回限定ピクチャー・レーベル盤全10種の計12形態でリリースされた。初回限定盤と通常盤のカップリングには、「One For All…」のほか、水野勝・辻本達規・本田剛文・平松賢人・吉原雅斗の5名が歌う新曲「Let's Go」を収録。通常盤にはこれら3曲のカラオケ・バージョンも収録されている。初回限定盤には、「YAMATO☆Dancing」のミュージック・ビデオとそのメイキング映像を収録したDVDが付属する。
アートワークは、「和学ランを纏い、金鯱バイクに乗り全国へと突き進む」というイメージを表現したもの。初回限定ピクチャー・レーベル盤は、メンバー10名のそれぞれのテーマカラーを背景にしたソロ・アーティスト写真を用いたディスクジャケット仕様である。この和学ランは曲名にちなんで「YAMATO学ラン」と名付けられた。

## 制作、音楽性
「YAMATO☆Dancing」は、タイラヨオ(SUPA LOVE)が作詞を、藤末樹（クレジットでは「Miki Fujisue」）が作曲と編曲を担った。BOYS AND MENの一連の楽曲プロデュースを手掛けてきたYUMIKOは、このシングルでは表題曲の制作には携わっていない。
BOYS AND MENメンバーはこの曲について、「活動してきた5年間が全て詰まった作品」、「原点に立ち返った、男気あふれる歌詞の楽曲」、「まさに名刺みたいな曲。名古屋弁も入っているし、自分たちが軸に置いているものが歌詞の中に込められている。」、などと解説している。バックトラックについて、「音数も多いし、いろんな効果音も入っていて、ラップもある。今までの曲とは違った要素が入っている。」と述べている。

## プロモーション、ライブ・パフォーマンス
シングルに関する情報を公開した6月中旬から、リリース時期の8月下旬までの間、活動拠点である東海地方を中心に数多くのリリースイベントを開催した。8月23日に東京・ヴィーナスフォートにて開催されたイベントは、約1,000人の観客を動員した。
このシングルのリリース時に、『ミュージャック』・『魁!ミュージック』など、活動拠点である中京エリア制作のもの以外の音楽番組に出演した。『魁!ミュージック』では、8月度のマンスリーアーティストとして出演。『バズリズム』・『シブヤノオト』 出演で、全国ネットの音楽番組でパフォーマンスを披露する機会を得た。9月3日に『第23回東京ガールズコレクション』、9月17日に『イナズマロックフェス2016』に出演し、ステージで「YAMATO☆Dancing」を披露した。

## チャート成績
オリコンチャートでは、8月24日付のデイリーチャートで1位を獲得。リリース初週に自己最高の売上記録となる約21.1万枚を売り上げ、週間ランキングでは2位を記録した。Billboard Japan週間シングル・セールス・チャートTop Singles Salesでは、2位を記録した。

## 収録トラック

### 通常盤
1. 「YAMATO☆Dancing」（作詞: タイラヨオ(SUPA LOVE)、作曲・編曲: Miki Fujisue） – 3:54
2. 「One For All, All For One 〜夢は叶えるもの〜」（作詞: BOYS AND MEN、補作詞: YUMIKO、作曲・編曲: Yusuke Shirato） – 4:38
3. 「Let's Go」（作詞: Kanata Okajima、作曲・編曲: StoneFox・HANI LOVE） – 3:47
4. 「YAMATO☆Dancing（カラオケver.）」 – 3:54
5. 「One For All, All For One 〜夢は叶えるもの〜（カラオケver.）」 – 4:38
6. 「Let's Go（カラオケver.）」 – 3:44

### 初回限定盤
CD
1. 「YAMATO☆Dancing」
2. 「One For All, All For One 〜夢は叶えるもの〜」
3. 「Let's Go」

DVD
- 「YAMATO☆Dancing -Music Video-」
- 「YAMATO☆Dancing -Making Video-」

### 初回限定ピクチャレーベル盤
全種類共通
1. 「YAMATO☆Dancing」
2. 「One For All, All For One 〜夢は叶えるもの〜」